# Kouzemt
Kouzemt (en àrab كوزمت, Kūzmt; en amazic ⴽⵓⵣⵎⵜ) és una comuna rural de la província de Chichaoua, a la regió de Marràqueix-Safi, al Marroc. Segons el cens de 2014 tenia una població total de 4.103 persones.